# Billie Jean King Cup 2022 eindtoernooi Wereldgroep
Het Billie Jean King Cup 2022 Wereldgroep-eindtoernooi was de laatste stap van de Billie Jean King Cup 2022. De wedstrijden vonden plaats van dinsdag 8 tot en met zondag 13 november 2022 in de Emirates Arena in Glasgow.
Er was geen titelverdediger, omdat de winnaar van vorig jaar was uitgesloten van deelname.
Het Zwitserse team (vorig jaar verliezend finalist) won het toernooi. In de finale versloegen zij de Australische dames met 2–0. Zij incasseerden US$ 2.000.000 prijzengeld op dit toernooi.

## Deelnemers
Twaalf landen namen deel aan het eindtoernooi, verdeeld over vier groepen:

### Groep A
| land        | speelsters                                                                     |
| ----------- | ------------------------------------------------------------------------------ |
| Zwitserland | Belinda Bencic Viktorija Golubic Jil Teichmann Simona Waltert                  |
| Canada      | Bianca Andreescu Gabriela Dabrowski Leylah Fernandez Rebecca Marino Carol Zhao |
| Italië      | Lucia Bronzetti Elisabetta Cocciaretto Jasmine Paolini Martina Trevisan        |

### Groep B
| land      | speelsters                                                                                      |
| --------- | ----------------------------------------------------------------------------------------------- |
| Slowakije | Renáta Jamrichová Viktória Kužmová Tereza Mihalíková Anna Karolína Schmiedlová Rebecca Šramková |
| Australië | Priscilla Hon Ellen Perez Storm Sanders Samantha Stosur Ajla Tomljanović                        |
| België    | Ysaline Bonaventure Kirsten Flipkens Elise Mertens Alison Van Uytvanck Maryna Zanevska          |

### Groep C
| land                | speelsters                                                                            |
| ------------------- | ------------------------------------------------------------------------------------- |
| Spanje              | Paula Badosa Gibert Aliona Bolsova Cristina Bucșa Rebeka Masarova Nuria Párrizas Díaz |
| Kazachstan          | Anna Danilina Zjibek Koelambajeva Joelija Poetintseva Jelena Rybakina                 |
| Verenigd Koninkrijk | Alicia Barnett Katie Boulter Harriet Dart Olivia Nicholls Heather Watson              |

### Groep D
| land             | speelsters                                                                 |
| ---------------- | -------------------------------------------------------------------------- |
| Verenigde Staten | Danielle Collins Cori Gauff Madison Keys Caty McNally Taylor Townsend      |
| Polen            | Magda Linette Katarzyna Kawa Alicja Rosolska Magdalena Fręch Martyna Kubka |
| Tsjechië         | Karolína Muchová Karolína Plíšková Kateřina Siniaková Markéta Vondroušová  |

| Prijzengeld (per team) \| Resultaat \| Prijzengeld \| \| ------------ \| ----------- \| \| kampioen \| $ 2.000.000 \| \| finalist \| $ 1.200.000 \| \| halve finale \| $ 800.000 \| \| groepsfase \| $ 400.000 \| Bron: |             |
| Resultaat | Prijzengeld |
| kampioen | $ 2.000.000 |
| finalist | $ 1.200.000 |
| halve finale | $ 800.000   |
| groepsfase | $ 400.000   |

## Spelregels
- Het toernooi bestond uit achtereenvolgens de groepsfase en de eliminatiefase.
- In de groepsfase speelde ieder land tegen de twee andere landen van zijn groep.
- Iedere landenontmoeting (wedstrijd) bestond uit maximaal drie partijen (rubbers), twee in het enkelspel en één in het dubbelspel.
- De vier groepswinnaars gingen naar de eliminatiefase, die bestond uit halve finales en een finale.

## Toernooischema

### Groepsfase

#### Groep A
Resultaten
| datum      | landenwedstrijd | landenwedstrijd | landenwedstrijd | score |
| ---------- | --------------- | --------------- | --------------- | ----- |
| 2022-11-09 | Zwitserland     | –               | Italië          | 3–0   |
| 2022-11-10 | Canada          | –               | Italië          | 3–0   |
| 2022-11-11 | Zwitserland     | –               | Canada          | 2–1   |

Klassement
| nr. | land        | wedstr. w-v | rubbers w-v | sets w-v |
| --- | ----------- | ----------- | ----------- | -------- |
| 1.  | Zwitserland | 2–0         | 5–1         | 10–4     |
| 2.  | Canada      | 1–1         | 4–2         | 9–4      |
| 3.  | Italië      | 0–2         | 0–6         | 1–12     |

#### Groep B
Resultaten
| datum      | landenwedstrijd | landenwedstrijd | landenwedstrijd | score |
| ---------- | --------------- | --------------- | --------------- | ----- |
| 2022-11-08 | Australië       | –               | Slowakije       | 2–1   |
| 2022-11-09 | Slowakije       | –               | België          | 2–1   |
| 2022-11-10 | Australië       | –               | België          | 3–0   |

Klassement
| nr. | land      | wedstr. w-v | rubbers w-v | sets w-v |
| --- | --------- | ----------- | ----------- | -------- |
| 1.  | Australië | 2–0         | 5–1         | 11–3     |
| 2.  | Slowakije | 1–1         | 3–3         | 6–8      |
| 3.  | België    | 0–2         | 1–5         | 4–10     |

#### Groep C
Resultaten
| datum      | landenwedstrijd     | landenwedstrijd | landenwedstrijd     | score |
| ---------- | ------------------- | --------------- | ------------------- | ----- |
| 2022-11-08 | Kazachstan          | –               | Verenigd Koninkrijk | 2–1   |
| 2022-11-09 | Spanje              | –               | Kazachstan          | 3–0   |
| 2022-11-10 | Verenigd Koninkrijk | –               | Spanje              | 3–0   |

Klassement
| nr. | land                | wedstr. w-v | rubbers w-v | sets w-v |
| --- | ------------------- | ----------- | ----------- | -------- |
| 1.  | Verenigd Koninkrijk | 1–1         | 4–2         | 9–4      |
| 2.  | Spanje              | 1–1         | 3–3         | 6–8      |
| 3.  | Kazachstan          | 1–1         | 2–4         | 6–9      |

#### Groep D
Resultaten
| datum      | landenwedstrijd  | landenwedstrijd | landenwedstrijd  | score |
| ---------- | ---------------- | --------------- | ---------------- | ----- |
| 2022-11-09 | Verenigde Staten | –               | Polen            | 2–1   |
| 2022-11-10 | Tsjechië         | –               | Polen            | 2–1   |
| 2022-11-11 | Tsjechië         | –               | Verenigde Staten | 2–1   |

Klassement
| nr. | land             | wedstr. w-v | rubbers w-v | sets w-v |
| --- | ---------------- | ----------- | ----------- | -------- |
| 1.  | Tsjechië         | 2–0         | 4–2         | 8–4      |
| 2.  | Verenigde Staten | 1–1         | 3–3         | 7–7      |
| 3.  | Polen            | 0–2         | 2–4         | 5–9      |

### Eliminatiefase
|  | halve finale        | halve finale     |  |           | finale           | finale           |
|  |                     |                  |  |           |                  |                  |
|  | 12 november 2022    |                  |  |           |                  |                  |
|  | Zwitserland         | 2                |  |           |                  |                  |
|  | Tsjechië            | 0                |  |           | 13 november 2022 | 13 november 2022 |
|  |                     |                  |  |           | Zwitserland      | 2                |
|  | 12 november 2022    | 12 november 2022 |  | Australië | 0                |                  |
|  | Verenigd Koninkrijk | 1                |  |           |                  |                  |
|  | Australië           | 2                |  |           |                  |                  |